# Noritake Takahara
Pour les articles homonymes, voir Takahara (homonymie).
Pas d'image ? Cliquez ici
Noritake Takahara (高原 敬武, Takahara Noritake) est un pilote automobile japonais né le 6 juin 1951 à Tokyo (Japon). Il a notamment participé au Grand Prix automobile du Japon en 1976 et 1977.

## Carrière
Il commence sa carrière en 1969 sur une Honda S800. Il s'engage dans le championnat du Japon de Formule 2000 en 1973 et termine troisième en ayant remporté deux courses et en réalisant la pole position lors de sa première course. Il participe également à une course du championnat d'Europe de Formule 2, à Estoril, où il abandonne dès la première manche et à cinq courses de Formule Tasmane, sans succès mais remporte le Fuji Grand Champion Series.
En 1974, il loue une March 741 de Formule 1 afin de participer, sur le circuit de Silverstone, au BRDC International Trophy, une épreuve hors-championnat ; il devient le premier pilote japonais de la discipline et se classe onzième. En parallèle, poursuivant son engagement Formule 2000, il remporte le titre de champion du Japon.
En 1975, il poursuit dans cette discipline ; vainqueur du Fuji Grand Champion Series pour la deuxième fois, il ne parvient pas à remporter le titre une seconde fois. En 1976, il remporte à nouveau le Fuji Grand Champion Series et s'adjuge le titre en Formule 2000. Il participe à ce championnat jusqu'en 1979.
En 1976, il participe pour la première fois à un Grand Prix comptant pour le championnat du monde de Formule 1, au Japon. Engagé par le Team Surtees sur TS19, il se qualifie vingt-quatrième, à 3 secondes de la pole position, entre Emerson Fittipaldi sur Copersucar FD04 et Hans Binder sur Williams FW05. La course se déroule sous des conditions dantesques et de nombreux abandons permettent à Takahara de remonter jusqu'à la neuvième place, à trois tours du vainqueur, Mario Andretti.
L'année suivante, sur une Kojima KE009 officielle de l'écurie Kojima Engineering. Il se qualifie dix-neuvième du Grand Prix du Japon, loin derrière la deuxième KE009 engagée par Heros Racing, onzième. Il est impliqué dès le premier tour dans un carambolage avec Mario Andretti et Hans Binder et abandonne.
Après ces expériences en Formule 1, il pilote en championnats nationaux, notamment sur voitures de sport. En 1984, 1985 et 1986 il s'engage lors des manches japonaises du Championnat du monde des voitures de sport, sur Porsche 956.

## Palmarès
- Champion du Japon de Formule 2000 en 1974 et 1976.
- Vainqueur du Fuji Grand Champion Series en 1973, 1975 et 1976.

## Résultats en championnat du monde de Formule 1
| Saison | Écurie             | Châssis | Moteur      | Pneumatiques | GP disputé | Points inscrits | Classement |
| ------ | ------------------ | ------- | ----------- | ------------ | ---------- | --------------- | ---------- |
| 1976   | Team Surtees       | TS19    | Cosworth V8 | Goodyear     | Japon      | 0               | n.c.       |
| 1977   | Kojima Engineering | KE009   | Cosworth V8 | Bridgestone  | Japon      | 0               | n.c.       |